# 富津市立大佐和中学校
富津市立大佐和中学校（ふっつしりつ おおさわちゅうがっこう）は、千葉県の富津市にあった、富津市立大貫中学校と富津市立佐貫中学校（ふっつしりつ さぬきちゅうがっこう）が統合し、2020年4月1日に開校した、富津市の公立中学校。

## 概要
千葉県富津市にあった、富津市立大貫中学校と富津市立佐貫中学校が、2020年3月31日に同時に閉校し、2020年4月1日に富津市立大貫中学校の校舎にて、富津市立大佐和中学校が開校した。
校章・校歌
校章は、中学校の「中」を中心に囲む様に、五芒星が二重に交差して重なったものとなっている。
校歌は、アーティストである「カジヒデキ」が、作詞・作曲をした。
卒業生
2020年度4月1日に新たに開校したこともあり、2020年度の卒業生は第1期生である。
学校名の由来
「富津市立大佐和中学校」の「大佐和」は、元々の町の名前であった、「大佐和町」が、由来となっている。

## 沿革
- 2020年4月1日 - 富津市立大佐和中学校開校[1]

## 行事・委員会・部活動
行事
・入学式
・体育祭
・文化祭(合唱コンクール)
・三送会
・卒業式
委員会
・生徒会本部
・生活委員会
・環境委員会
・保健体育委員会
・学習文化委員会
・広報委員会
・学年生徒会
部活動
〇運動部
・野球部
・サッカー部
・バレーボール部
・剣道部
・卓球部
・バスケットボール部(男女別)
・バドミントン部(男女別)
・ソフトテニス部(男女別)
・陸上部(期間限定)
・駅伝部(期間限定)
・水泳部(期間限定)
・相撲部(期間限定)
〇文化部
・吹奏楽部

## 所在地
- 千葉県富津市岩瀬619番地[2]

アクセス
- JR内房線大貫駅下車徒歩20分[2]